# Leopold Gegenbauer
Leopold Bernhard Gegenbauer (1849-1903) va ser un matemàtic austríac, conegut pels seus treballs en àlgebra.

## Vida i Obra
Després de fer els estudis secundaris al Institut de Krems, va fer els estudis universitaris a la Universitat de Viena a partir de 1866. Tot i que el primer curs el va fer en història i gramàtica (incloent sànscrit i llegues indoeuropees), a partir de segon ja es va començar a especialitzar en matemàtiques. Després de graduar-se el 1869, va ser professor de física i matemàtiques de diversos instituts de secundària fins al 1873 en que va estar dos anys ampliant estudis a la universitat de Berlín sota el professors Weierstrass, Kummer i Kronecker. El 1875 va obtenir el doctorat amb una tesi en la que introduïa una classe de polinomis ortogonals, avui coneguts com a polinomis de Gegenbauer.
El 1875 va ser nomenat professor adjunt de la universitat de Czernowitz (actualment Txernivtsí a Ucraïna) en la que va romandre tres anys. A partir de 1878 va ser professor de la universitat d'Innsbruck, on va coincidir amb Otto Stolz. Finalment el 1893, va ser nomenat catedràtic de la universitat de Viena, en la que va substituir el seu antic professor József Petzval. El 1901 va començar a patir una severa malaltia nerviosa que el va fer abandonar la docència. El seu deteriorament va ser imparable fins a la seva mort dos anys després.
A més dels seus treballs en àlgebra, també va posar èmfasi en la ciència actuarial. També va ser editor de la prestigiosa revista matemàtica Monatshefte für Mathematik und Physik a partir de 1894.